# Ivan Lesný
Ivan Lesný (8. listopadu 1914, Praha – 16. ledna 2002) byl český lékař a spisovatel. Byl emeritním profesorem Univerzity Karlovy, přednostou Dětské neurologické kliniky, zakladatelem neurologické rehabilitační léčebny v Železnici, předsedou sekce dětské neurologie České neurologické společnosti JEP a předsedou Československé ligy proti epilepsii.

## Život
Ivan Lesný se narodil rodičům Vincenci a Miladě (rozené Krausové) 8. listopadu 1914 v Praze. Své dětství často trávil u příbuzných z otcovy strany Dvořákových v Jemnici. Dráhu neurologa začínal u profesora Kamila Hennera (1895–1967), který po 2. světové válce založil neurologickou kliniku v Kateřinské ulici v Praze. V roce 1946 pověřil vedením křídla budovy pro dětské pacienty docenta Ivana Lesného. V tomto roce probíhala v Polici u Jemnice parcelace majetku Alfreda Wraždy z Kunwaldu a MUDr. Ivan Lesný si prostřednictvím lesní správy v Jemnici zažádal o lesní parcelu č. 1252 (ve stráni u Bahnova mlýna), kde měl podle kroniky obce Police v úmyslu vybudovat privátní sanatorium. V roce 1947 lobboval jeho otec Vincenc Lesný u komunistického ministra Václava Noska za stavbu újezdní měšťanské školy v Polici.
V roce 1957 založil MUDr. Ivan Lesný Sekci dětské neurologie při Československé neurologické společnosti Jana Evangelisty Purkyně, v rámci této společnosti také Sekci neurofyziologie a Českou ligu proti epilepsii. Se svými spolupracovníky pořádal již v roce 1958 Dny dětské neurologie, budoucí platformu každoročních setkávání českých a světových neurologů. V roce 1971 založil Kliniku dětské neurologie Univerzity Karlovy 2. LF a FN v Motole, jež byla prvním samostatným klinickým pracovištěm dětské neurologie v Československé socialistické republice.

V areálu bývalé lesnické školy v Jemnici zřídila třebíčská nemocnice v roce 1970 protialkoholní psychiatrickou léčebnu:
U Dvořáků, svých jemnických příbuzných, trávil v osmdesátých a devadesátých letech minulého století část letních prázdnin prof. MUDr. Ivan Lesný, DrSc., přednosta Dětské neurologické kliniky 1. LF Karlovy Univerzity v Praze. Ze svého pražského postavení vykonal mnoho dobrého pro rozvoj psychiatrického ústavu v Jemnici. Býval čestným předsedou jemnických psychiatrických konferencí, laskavě podával informace hostům z anglofonních a frankofonních psychiatrických pracovišť, tlumočil jim odborné přednášky a představoval Jemnici v nejlepším světle. S jemnickým historikem JUDr. Janem Dvořákem, svým příbuzným, tvořili nerozlučnou dvojici a zahraniční psychiatři se divili, jakou vysokou společenskou a kulturní úroveň psychiatrická setkání v Jemnici mívají.
Jemnické listy: Ze vzpomínek neurologa prof. MUDr. Ivana Lesného, DrSc.

## Dílo (výběr)
- Slavní lékaři, 1994, ISBN 80-88684-34-X
- Druhá zpráva o nemocech slavných
- Zpráva o nemocech slavných